# 26. Międzynarodowy Festiwal Filmowy w Cannes
26. Międzynarodowy Festiwal Filmowy w Cannes odbył się w dniach 10–25 maja 1973 roku. Imprezę otworzył pokaz amerykańskiego musicalu Godspell w reżyserii Davida Greene'a.
Jury pod przewodnictwem szwedzkiej aktorki Ingrid Bergman przyznało nagrodę główną festiwalu, Złotą Palmę, brytyjskiemu filmowi Najemnik w reżyserii Alana Bridgesa oraz amerykańskiemu filmowi Strach na wróble w reżyserii Jerry'ego Schatzberga. Drugą nagrodę w konkursie głównym, Grand Prix, przyznano francuskiemu filmowi Mama i dziwka w reżyserii Jeana Eustache'a.

## Jury Konkursu Głównego
- Ingrid Bergman, szwedzka aktorka − przewodnicząca jury[3]
- Jean Delannoy, francuski reżyser
- Lawrence Durrell, brytyjski pisarz
- Rodolfo Landa, meksykański aktor
- Bolesław Michałek, polski krytyk filmowy
- François Nourissier, francuski pisarz
- Leo Pestelli, włoski dziennikarz
- Sydney Pollack, amerykański reżyser
- Robiert Rożdiestwienski, rosyjski poeta

## Filmy na otwarcie i zamknięcie festiwalu
|             | Tytuł              | Reżyseria       | Kraj              |
| ----------- | ------------------ | --------------- | ----------------- |
| Otwierający | Godspell           | David Greene    | Stany Zjednoczone |
| Zamykający  | Lady śpiewa bluesa | Sidney J. Furie | Stany Zjednoczone |